# Туруновское сельское поселение (Чувашия)
Туруновское се́льское поселе́ние — муниципальное образование в Батыревском районе Чувашской Республики Российской Федерации.
Административный центр — деревня Малое Батырево.

## История
Статус и границы сельского поселения установлены Законом Чувашской Республики от 24 ноября 2004 года № 37 «Об установлении границ муниципальных образований Чувашской Республики и наделении их статусом городского, сельского поселения, муниципального района и городского округа».

## Население
| 2010  | 2012  | 2013  | 2014  | 2015  | 2016  | 2017  |
| ----- | ----- | ----- | ----- | ----- | ----- | ----- |
| 1787  | ↘1750 | ↘1745 | ↘1696 | ↘1676 | ↗1680 | ↘1646 |
| 2018  | 2019  | 2020  | 2021  |       |       |       |
| ↘1631 | ↘1585 | ↘1545 | ↘1523 |       |       |       |

## Состав сельского поселения
| № | Населённый пункт | Тип населённого пункта          | Население |
| - | ---------------- | ------------------------------- | --------- |
| 1 | Малое Батырево   | деревня, административный центр | ↘662      |
| 2 | Новое Котяково   | деревня                         | ↗519      |
| 3 | Туруново         | село                            | ↗713      |